# 孙士贞
孙士贞（1961年—2020年2月1日），山东省临沂费县薛庄镇城阳村支部书记。在抗击新冠病毒疫情期间，因过度劳累诱发疾病辞世，终年59岁。

## 生平
孙士贞于2006年担任山东省临沂费县薛庄镇城阳村党支部书记。在抗击新冠病毒疫情途中，连续奋战六个昼夜，终因过度劳累诱发疾病逝世，终年59岁。2020年2月27日，孙士贞入选为2月份抗击疫情「山东好人」榜。2020年3月24日，山东省临沂市妇联主席岳利娟慰问了孙士贞的家属。